# Bryobia incana
Bryobia incana är en spindeldjursart som beskrevs av Meyer 1992. Bryobia incana ingår i släktet Bryobia och familjen Tetranychidae. Inga underarter finns listade.